# Detektyw – podróżnik
Detektyw – podróżnik (ang. Crime Traveller, 1997) – brytyjski serial sensacyjny science fiction stworzony przez Anthony’ego Horowitza.
Światowa premiera serialu miała miejsce 1 marca 1997 roku na kanale BBC One. Ostatni odcinek został wyemitowany 19 kwietnia 1997 roku. W Polsce serial nadawany był na kanale Tele 5.

## Obsada
- Michael French jako Jeff Slade
- Chloë Annett jako Holly Turner
- Sue Johnston jako Kate Grisham
- Paul Trussell jako Morris
- Richard Dempsey jako Nicky Robson
- Bob Goody jako Danny

## Spis odcinków
| N/o            | Tytuł angielski                                     |
| -------------- | --------------------------------------------------- |
|                |                                                     |
| SERIA PIERWSZA |                                                     |
|                |                                                     |
| 01             | Jeff Slade and the Loop of Infinity                 |
|                |                                                     |
| 02             | Death in the Family                                 |
|                |                                                     |
| 03             | Fashion Shoot                                       |
|                |                                                     |
| 04             | The Revenge of the Chronology Protection Hypothesis |
|                |                                                     |
| 05             | Sins of the Father                                  |
|                |                                                     |
| 06             | Death Minister                                      |
|                |                                                     |
| 07             | The Lottery Experiment                              |
|                |                                                     |
| 08             | The Broken Crystal                                  |
|                |                                                     |